# Western Wall: The Tucson Sessions
Western Wall: The Tucson Sessions è un album in studio collaborativo delle cantanti statunitensi Linda Ronstadt e Emmylou Harris, pubblicato nel 1999.

## Tracce
1. Loving the Highway Man – 3:30 (Andy Prieboy)
2. Raise the Dead – 3:18 (Emmylou Harris)
3. For a Dancer – 4:43 (Jackson Browne)
4. Western Wall – 2:35 (Rosanne Cash)
5. 1917 – 5:24 (David Olney)
6. He Was Mine – 3:19 (Paul Kennerley)
7. Sweet Spot – 3:34 (Emmylou Harris, Jill Cunniff)
8. Sisters of Mercy – 3:58 (Leonard Cohen)
9. Falling Down – 3:15 (Patty Griffin)
10. Valerie – 4:04 (Patti Scialfa)
11. This Is to Mother You – 3:16 (Sinéad O'Connor)
12. All I Left Behind – 3:23 (Emmylou Harris, Kate McGarrigle, Anna McGarrigle)
13. Across the Border – 6:20 (Bruce Springsteen)